# Jorge Luis Córdova
Jorge Luis Córdova Díaz (Manatí, 20 de abril de 1907–San Juan, 16 de septiembre de 1994) fue un abogado y político puertorriqueño, que se desempeñó como comisionado residente de la isla en la Cámara de Representantes de los Estados Unidos y como juez del Tribunal Supremo de Puerto Rico. Su padre, Félix Córdova Dávila también desempeñó dichos cargos.

## Biografía
Nacido en Manatí, se graduó en la Universidad Católica de América en Washington D. C. en 1928 y luego en la Escuela de Derecho de la Universidad de Harvard en Cambridge, Massachusetts, en 1931. Se dedicó a la abogacía, luego fue juez del Tribunal Superior de San Juan de 1940 a 1945. Fue Juez Asociado del Tribunal Supremo de Puerto Rico de 1945 a 1946.
Fue elegido como candidato del Partido Nuevo Progresista para desempeñarse como comisionado residente ante el Congreso de los Estados Unidos por un período de cuatro años (1969-1973), que abarcó los Congresos 91.° y 92.°. Perdió la reelección en 1972, y pasó a ser ejecutivo de negocios. Falleció en San Juan en 1994.
El programa de pasantías creado por el gobierno puertorriqueño en 1993 fue nombrado Córdova Congressional en su honor.